# Másin

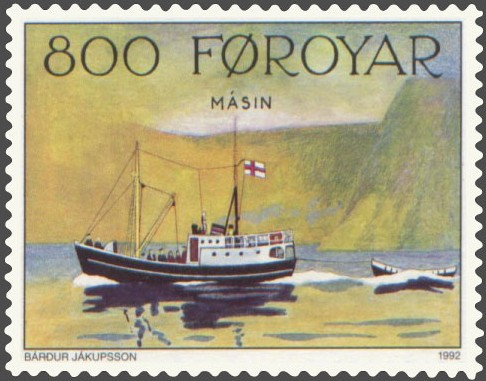
Másin auf einer Briefmarke des Postverk Føroya

Die Másin [ˈmɔasɪn] (fär. mási = „Silbermöwe“) war eine kleine Personenfähre mit Holzrumpf, die als Postschiff zwischen Hvannasund und den Inseln Svínoy und Fugloy auf den Färöern verkehrte. Inzwischen ist sie auf dieser Route durch die Personenfähre Ritan ersetzt worden.
Das Schiff wurde 1959 auf der Tórshavner Schiffswerft gebaut. Es gehörte der staatlichen Reederei Strandfaraskip Landsins und wurde von dieser 2010 verkauft. Zunächst sollte sie für touristische Zwecke eingesetzt werden, sank jedoch im Hafen von Klaksvík. Trotz Zusagen eines Vereins wurde sie nicht wieder aufgebaut und schließlich im August 2012 abgewrackt. Das mit knapp 39 BRT vermessene Schiff konnte maximal 65 Passagiere befördern. Es wurde auf der Route von Klaksvík nach den Nordinseln eingesetzt, aber in den Jahren 1967–72 befuhr sie auch die Route nach Sandoy. Bis der Hubschrauberdienst 1984 eingeführt wurde, war die Másin das einzige öffentliche Transportmittel für die Bewohner von Svínoy und Fugloy.